# Saliès
Saliès (okzitanisch: Salièrs) ist eine französische Gemeinde mit 816 Einwohnern (Stand: 1. Januar 2022) im Département Tarn in der Region Okzitanien. Saliès gehört zum Arrondissement Albi und zum Kanton Albi-2 (bis 2015: Kanton Albi-Sud).  Die Einwohner werden Saliessois genannt.

## Geografie
Saliès liegt etwa vier Kilometer südsüdwestlich vom Stadtzentrum Albis. Umgeben wird Saliès von Albi im Norden, Puygouzon im Osten, Lamillarié im Süden und Südosten sowie Carlus im Westen.

## Bevölkerungsentwicklung
| 1962                      | 1968 | 1975 | 1982 | 1990 | 1999 | 2006 | 2013 |
| ------------------------- | ---- | ---- | ---- | ---- | ---- | ---- | ---- |
| 141                       | 143  | 190  | 366  | 611  | 646  | 746  | 812  |
| Quelle: Cassini und INSEE |      |      |      |      |      |      |      |

## Sehenswürdigkeiten
- Schloss Saliès